# Rammsjön (Edsele socken, Ångermanland)
Rammsjön är en sjö i Sollefteå kommun i Ångermanland och ingår i Ångermanälvens huvudavrinningsområde. Sjön har en area på 0,285 kvadratkilometer och ligger 207 meter över havet. Sjön avvattnas av vattendraget Kvarnån.

## Delavrinningsområde
Rammsjön ingår i det delavrinningsområde (703739-153263) som SMHI kallar för Utloppet av Rammsjön. Medelhöjden är 305 meter över havet och ytan är 7,44 kvadratkilometer. Räknas de 3 avrinningsområdena uppströms in blir den ackumulerade arean 45,87 kvadratkilometer. Kvarnån som avvattnar avrinningsområdet har biflödesordning 3, vilket innebär att vattnet flödar genom totalt 3 vattendrag innan det når havet efter 110 kilometer. Avrinningsområdet består mestadels av skog (94 procent). Avrinningsområdet har 0,29 kvadratkilometer vattenytor vilket ger det en sjöprocent på 3,8 procent.